# Téti István
Téti István (Balassagyarmat, 1978. október 29.-) Dugonics András irodalmi díjas magyar író, harcművész. Többek között a Manfréd és Anton könyvsorozat szerzője.

## Életútja
Édesapja Téti Gábor István (1947–1990) dunai hajós, később üveges kisiparos. Édesanyja Kuszi Erzsébet (1953–2017) óvodapedagógus. Gyerekkora nagy részét a Nógrád megyei Szügy községben töltötte, részben az itt szerzett élményei szolgáltak alapul a Manfréd és Anton könyvekhez. A szügyi Madách Imre Általános Iskola (1985-1993) után a balassagyarmati Szondi György Technikum és Szakképző Iskolában faipari technikus szakon folytatta tanulmányait (1993-1998), majd 19 évesen Budapestre költözött, ahol alkalmi munkák mellett vállalatszervezést tanult.  
Húszas éveiben szabadidejében gyakran írt verseket és novellákat, ám ezek nem kerültek kiadásra. Első könyve, a Manfréd és Anton kalandjai című gyerekregény 2018. júliusában jelent meg, két hónappal később UNICEF Fiatal Nagyköveti ajánlást kapott (Sajti Konor, akkori UNICEF Young Ambassador írta az ajánlást). 
2018–2022 között négy sorozata (Anton, Kipp, Manfréd és Anton, Darwin Wells), összesen 15 könyve jelent meg különböző korosztályok – óvodások, kisiskolások és kamaszok – részére. 2022-ben megjelent első, felnőtt korosztály számára írt regénye, az Időtlen rend.
2018-ban alapította meg feleségével közösen a Kimberly Works magánkiadót, ami azóta is gondozza könyveit. A 2022-es Dugonics András irodalmi díj Gyerek- és ifjúsági irodalom kategóriájában 2. helyezést ért el. Művei – a Manfréd és Anton, valamint a Darwin Wells sorozat egyes kötetei – több hazai iskolában bekerültek a kötelező vagy az ajánlott olvasmányok közé. 
A Manfréd és Anton kalandjai könyv angol nyelven is megjelent (The Adventures of Manfred and Anton címen) Paul Olchváry fordításában. Mese- és ifjúsági könyveinek hangsúlyozott célja a szórakoztatás mellett klasszikus értékek átadása a modern ifjúság részére.

## Magánélete
2010 óta felesége Téti Patrícia, akivel több közös vállalkozást alapítottak. Két fiuk született: Maxim és Andor, akik a Manfréd és Anton könyvsorozat főhőseinek ihletői.

## Művei
- Manfréd és Anton kalandjai (gyerekregény, 2018. július)
- Anton és a Pöttöm Hősök (mesekönyv, 2018. augusztus)
- Manfréd és Anton – Téli szünet (gyerekregény, 2018. november)
- Anton és a karácsonyi csoda (mesekönyv, 2018. november)
- Manfréd és Anton világa (gyerekregény, 2019. március)
- Anton kalandos élete (mesekönyv, 2019. március)
- Manfréd és Anton Afrikában (gyerekregény, 2019. július)
- The Adventures of Manfred and Anton (angol nyelvű gyerekregény, 2019.)
- Anton utazik (mesekönyv, 2019. július)
- Manfréd és Anton hihetetlen története (gyerekregény, 2020. március)
- Anton és barátai (mesekönyv, 2020. március)
- Darwin Wells a Vadak földjén (ifjúsági regény, 2020. október)
- Kipp I. könyv (mesekönyv, 2020. október)
- Darwin Wells a dzsungel mélyén (ifjúsági regény, 2021. május)
- Kipp II. könyv (mesekönyv, 2021. május)
- Kipp III. könyv (mesekönyv, 2021. október)
- Időtlen rend (regény, 2022. augusztus)
- Darwin Wells a titkok országában (ifjúsági regény, 2023 április)
- A halhatatlan könyv (ifjúsági regény, 2024 április)
- VINI – Bocsánat nem akartam rosszat (mesekönyv, 2024 június)
- VINI – Ki gondolta, hogy ebből baj lesz? (mesekönyv, 2024 október)

## Díjak, elismerések
- 2018. UNICEF Nagyköveti ajánlás
- 2022. Dugonics András Irodalmi Díj Gyerek- és Ifjúsági irodalom, 2. díj.

## Sportpályafutása
Téti István amatőr magyar versenysportoló, a fülöp-szigeteki eskrima (más néven kali vagy arnis) eszközös és pusztakezes önvédelmi és harci technikáit magába foglaló Doce Pares rendszer budapesti központi iskolájának növendéke volt. Több hazai aranyérem után 2019-ben, a magyar eskrima válogatott tagjaként Európa-bajnokságon vett részt. 2020-ban egy versenyen szerzett vállsérülés miatt a versenysportot felfüggesztette.

### Eredményei
Andretti Botharc Kupa, 2017. 10. 28.
1. hely, botharc (First Hit Stick Fight), „C” kategória
Eskrima Országos Bajnokság, 2018.04.14.
1. hely, botharc (First Hit Stick Fight), „C” kategória
Andretti Botharc Kupa, 2018.10.29.
3. hely, botharc (First Hit Stick Fight), „A” kategória
Eskrima Országos Bajnokság, 2019.04.14.
3. hely, késharc (WEKAF Knife Fight), „A” kategória
3. hely, botharc (First Hit Stick Fight), „A” kategória
WEKAF Európa-bajnokság, 2019.07.27.
2. hely, késharc (WEKAF Knife Fight)
2. hely, botharc (First Hit Stick Fight)
Andretti Botharc Kupa, 2019.10.26.
1. hely, botharc (First Hit Stick Fight)
1. hely, dupla botos full contact botharc (WEKAF Double Stick Full Contact Stick Fight)
Budapest Késharc Kupa 2020.01.11.
1. hely, késharc (Basic Knife Fight versenyszám)
1. hely, késharc („Véres Póló” késharc versenyszám)